# 카렐리야 공화국
카렐리야 공화국, 카리알라 또는 카렐리야 (러시아어: Каре́лия, Ка́рьяла; 카렐어: Karjala)는 러시아의 공화국으로, 북서부에 위치한다. 이 공화국은 북서 연방관구의 일부이며, 면적은 172,400 제곱킬로미터 (66,600 제곱마일)이고, 인구는 533,121명이다. 수도는 페트로자보츠크이다.
현대 카렐리야 공화국은 1923년 6월 27일 전러시아 중앙집행위원회(VTsIK) 상임위원회 결의안과 1923년 7월 25일 VTsIK와 인민위원회 위원회의 법령에 따라 러시아 SFSR 내의 자치 공화국으로 건국되었으며, 카렐리야 노동 코뮌에서 탄생했다. 1940년부터 1956년까지는 공화국 중 하나인 카렐리야-핀란드 소비에트 사회주의 공화국으로 알려졌다. 1956년에 다시 자치 공화국이 되었고, 1991년 소련 해체 이후에도 러시아의 일부로 남았다.

## 어원
"카렐리야"는 민족 집단의 이름인 카렐인에서 유래했다. "카리알라"라는 이름은 유래가 알려지지 않았지만, "무리"를 의미하는 핀란드조어 karja에서 유래했을 것이라는 이론이 있다. 이 단어는 게르만조어의 harjaz("군대")에서 차용되었으며, 어미 -la는 "땅"을 의미한다.

## 지리
공화국은 러시아 북서부, 백해와 라도가 호수 사이에 있다. 백해의 해안선은 630 킬로미터 (390 mi)이다. 면적은 172,400 km2 (66,600 mi2)이다. 무르만스크주(북쪽), 아르한겔스크주(동/남동쪽), 볼로그다주(남동/남쪽), 레닌그라드주(남/남서쪽)와 내부 국경을 공유하고 있으며 핀란드(카이누, 라플란드, 북카리알라, 북오스트로보트니아, 남카리알라)와도 국경을 접한다. 국경은 723km이다. 카렐리야 옆의 주요 수역은 북동쪽으로 백해(바렌츠해의 유입구)와 남쪽으로 이웃 주와 공유하는 오네가호와 라도가호다. 가장 높은 지점은 576 m (1,890 ft) 높이의 누오루넨 봉우리이다.

### 지질학

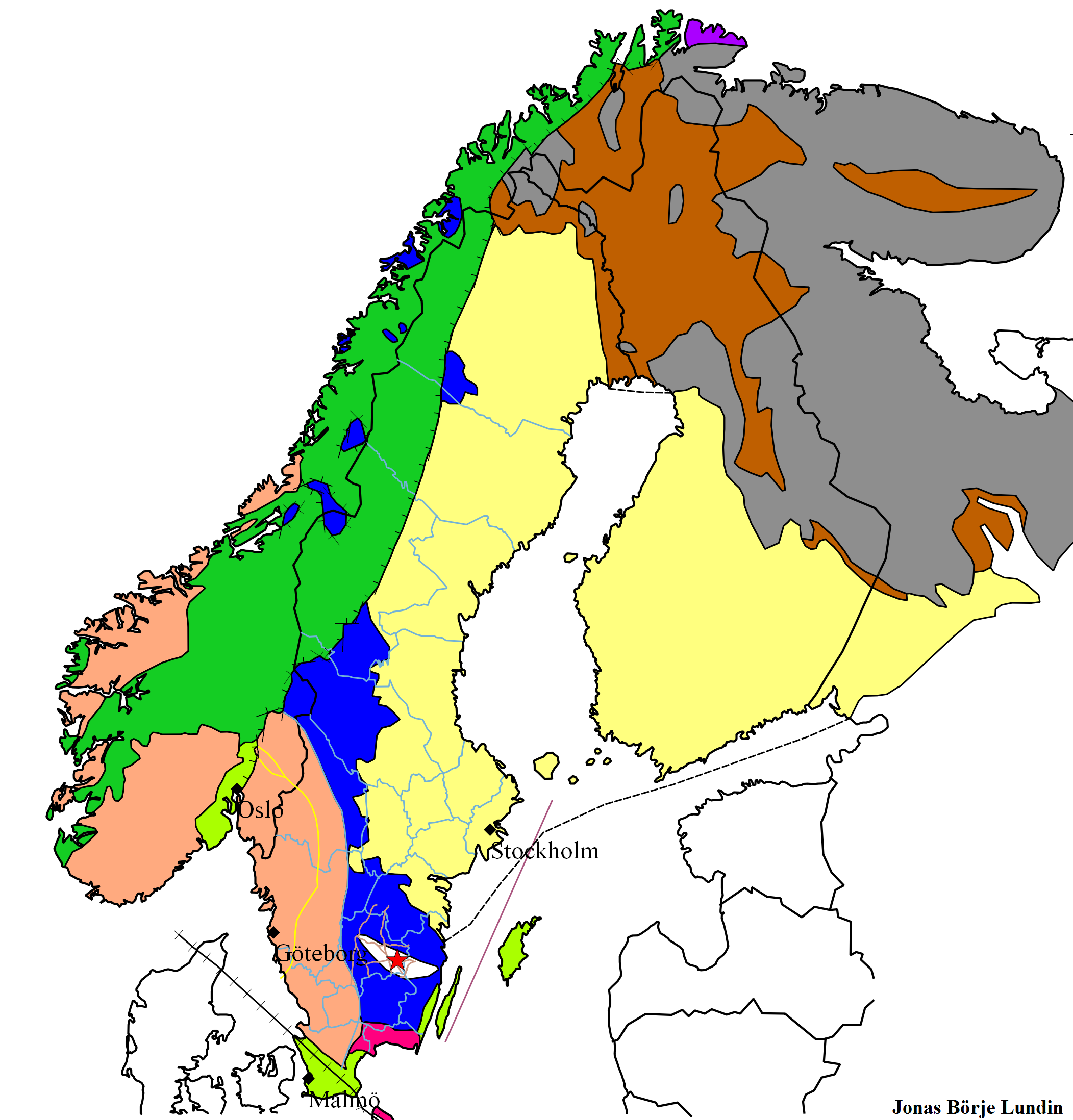
페노스칸디아의 지질학적 지도:
카렐리야, 벨로모리아, 콜라 도메인의 원생대 암석
카렐리아와 콜라 도메인의 원생대 암석
스베코펜조산운동 도메인
트란스칸디나비아 화성대
티마니드 조산운동
스베코노르웨조 도메인 편마암 서부 지역 포함
칼레도니아 나페스

페노스칸디아 방패의 고대 카렐리아 크레이톤의 일부로서, 카렐리아 공화국의 표면 지질 대부분은 원생대 또는 고원생대이며, 보드로제로 블록에서 최대 34억 년 전으로 추정된다. 이 지역은 유럽에서 가장 큰 연속 원생대 노두이며 세계에서 가장 큰 노두 중 하나이다.
빙하 퇴화 이래로 카렐리야 공화국의 빙하 후 반등 속도는 다양했다. 세계 해양과 연결된 백해가 칸달락샤만의 남해안을 따라 융기한 이후로 총 90m가 되었다. 9,500~5,000년 전 간격에서 융기 속도는 9~13mm/년이었다. 대서양 기간 이전에 융기 속도는 5~5.5mm/년으로 감소한 후 잠시 상승하여 현재 융기 속도는 4mm/년에 도달했다.

## 면적

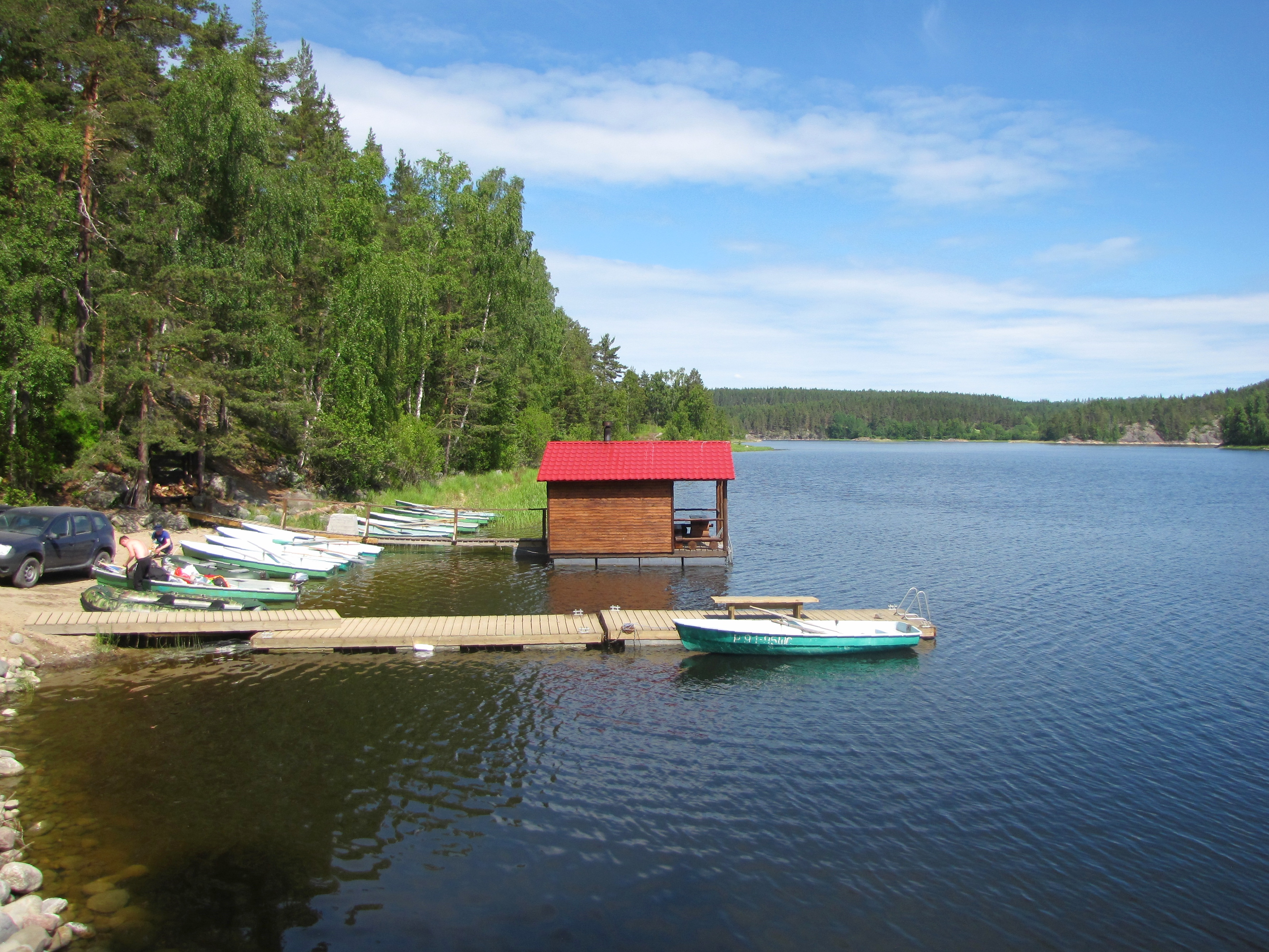

면적은 17만 2400km2이다. 러시아 북서쪽에 위치해 있으며, 서쪽은 핀란드와 국경을 접하고 있다. 북쪽은 무르만스크주, 남쪽은 레닌그라드주와 볼로그다주, 동쪽은 아르한겔스크주에 접해 있다. 남쪽은 라도가호·오네가호에, 북·동쪽은 백해에 둘러싸여 있고, 서쪽에는 해발고도 300∼400m의 구릉이 있다.

### 지질
대체로 낮고 평탄하며 빙식 작용에 의하여 형성된 호소(湖沼)·사퇴(砂堆) 등이 있고 토양은 메마르다.

### 기후
북부에서는 1월 평균기온 －14°C, 7월 평균기온 11°C를 나타내고, 남부에서는 1월 평균기온 －10°C, 7월 평균기온 16°C이며, 연평균 강수량은 500mm 정도이다. 관할 영역의 80%는 소나무·전나무 등의 침엽수림으로 덮여 있고 펄프·목재 등의 임산물 가공업이 발달하였다.

## 주민
카렐리야 공화국의 주민들은 거의 대부분 러시아인(73.6%)과 카렐리야인(10.0%)이다. 벨라루스인(7.0%), 우크라이나인(3.6%), 핀란드인(2.3%), 라프인, 벱스인(0.8%), 기타도 거주한다.
| 연도                | 인구    | ±%      |
| ------------------- | ------- | ------- |
| 1926                | 269,734 | —       |
| 1959                | 651,346 | +141.5% |
| 1970                | 713,451 | +9.5%   |
| 1979                | 736,022 | +3.2%   |
| 1989                | 791,317 | +7.5%   |
| 2002                | 716,281 | −9.5%   |
| 2010                | 643,548 | −10.2%  |
| 2021                | 533,121 | −17.2%  |
| Source: Census data |         |         |

## 행정 구역
자세한 것은 카렐리야 공화국의 행정 구역을 참조.
- 벨로모르스키 군(Беломорский район)
- 칼레발스키 나치오날니 군(Калевальский национальный район)
- 켐스키 군(Кемский район)
- 코스토묵시스키 군(Костомукшский район)
- 콘도포시스키 군(Кондопожский район)
- 라흐덴포흐스키 군(Лахденпохский район)
- 로우흐스키 군(Лоухский район)
- 메드베지예고르스키 군(Медвежьегорский район)
- 무예제르스키 군(Муезерский район)
- 올로네츠키 군(Олонецкий район)
- 핏캬란츠키 군(Питкярантский район)
- 프리오네시스키 군(Прионежский район)
- 프랴진스키 군(Пряжинский район)
- 푸도시스키 군(Пудожский район)
- 세게시스키 군(Сегежский район)
- 수오야르프스키 군(Суоярвский район)

## 산업

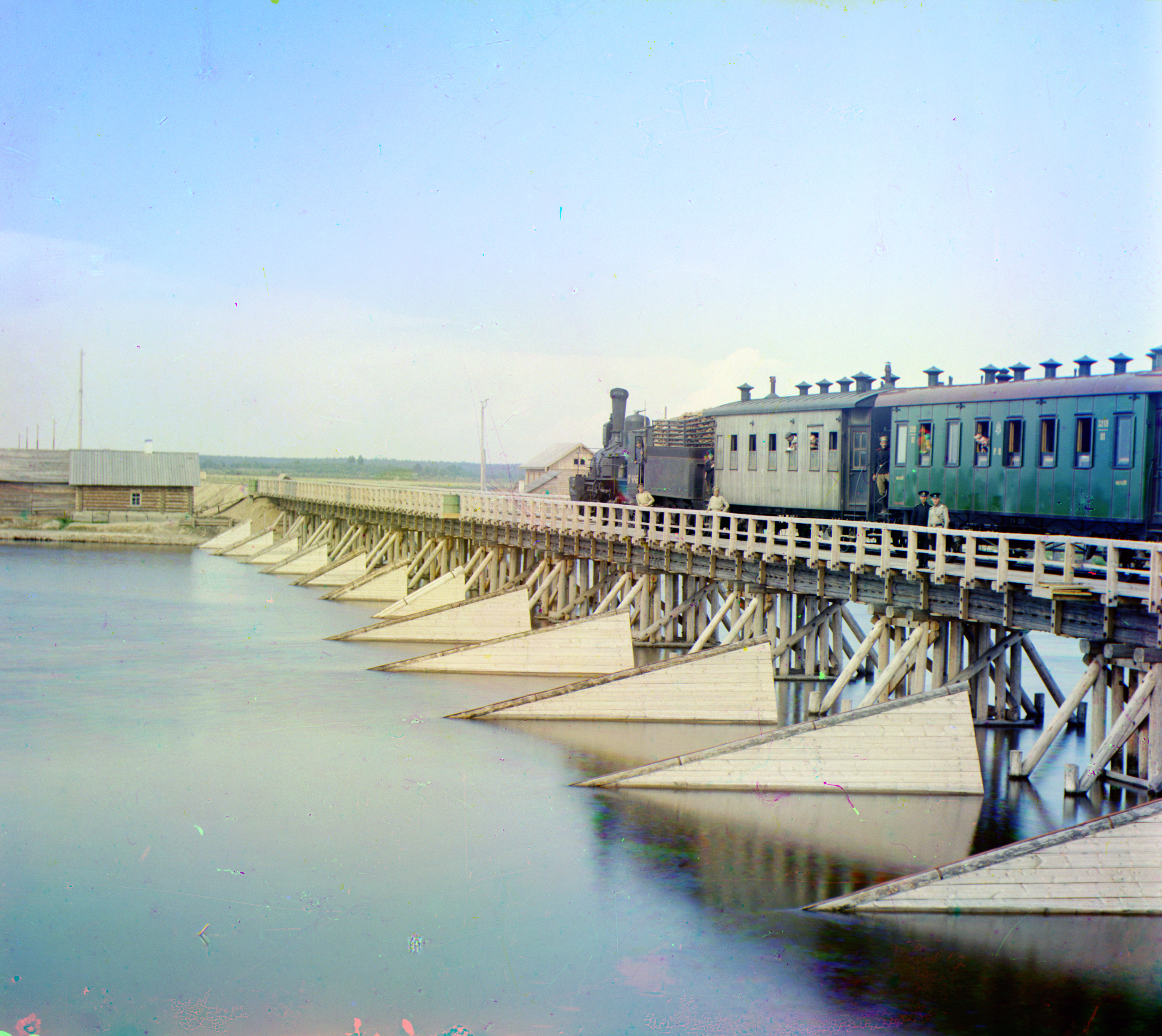

그밖의 자원으로는 티타늄·철·납·화강암·백운암·토탄 등이 있다. 농토는 전면적의 3%에 지나지 않으며, 그 가운데 대부분은 초지·목장으로 낙농업이 활발하다. 백해에 면한 항구도시 벨로모르스크와 페트로자보츠크를 연결하면서 북쪽으로 뻗는 무르만스크 철도와 백해∼발트해 운하가 중요한 교통수단이다.
공화국의 수반은 대통령이다. 현 대통령은 2002년 5월 당선된 세르게이 카타난도프이다.

## 같이 보기
- 카렐리야 지협